# Danh sách phối ngẫu nước Đan Mạch
Đây là danh sách các phối ngẫu Đan Mạch bao gồm các Vương hậu (vợ của vị Quốc vương trị vì) và các Vương tế (chồng của một Nữ vương). Do các liên minh (cá nhân và thực tế), các Vương hậu từ năm 1380 đến năm 1814 (có hiệu lực từ năm 1406) cũng là Vương hậu của Na Uy, và các Vương hậu từ năm 1389 đến 1521/23 (có hiệu lực từ năm 1406) cũng là Vương hậu của Thụy Điển (mặc dù có sự gián đoạn). Phối ngẫu hiện tại của Đan Mạch là Mary Donaldson, sinh ra tại Úc, là vợ của Frederik X của Đan mạch và trở thành Vương hậu vào ngày 14 tháng 1 năm 2024 sau khi Margrethe II của Đan Mạch thoái vị.

## NhàKnýtlinga
| Chân dung | Hôn phối                                      | Cha - Mẹ | Sinh - Mất | Kết hôn | Tại vị | Quân chủ           |
| --------- | --------------------------------------------- | --- | --- | --- | --- | ------------------ |
|           | Thyra Dannebod                                | Thyra có thể là con gái của một trong những tù trưởng Đan Mạch đến từ miền nam Jyllland, và một số sử ca cho rằng Thyra là con gái của một vị công tước tên là Klak-Harald. Theo Gesta Danorum, Thyra là con gái của Æthelred, Vua nước Anh. Có thể người được kể trên là Æthelred của Wessex, vì nếu đây là Æthelred Không sẵn sàng thì thông tin này bị sai niên đại. | Thyra có thể là con gái của một trong những tù trưởng Đan Mạch đến từ miền nam Jyllland, và một số sử ca cho rằng Thyra là con gái của một vị công tước tên là Klak-Harald. Theo Gesta Danorum, Thyra là con gái của Æthelred, Vua nước Anh. Có thể người được kể trên là Æthelred của Wessex, vì nếu đây là Æthelred Không sẵn sàng thì thông tin này bị sai niên đại. | Thyra có thể là con gái của một trong những tù trưởng Đan Mạch đến từ miền nam Jyllland, và một số sử ca cho rằng Thyra là con gái của một vị công tước tên là Klak-Harald. Theo Gesta Danorum, Thyra là con gái của Æthelred, Vua nước Anh. Có thể người được kể trên là Æthelred của Wessex, vì nếu đây là Æthelred Không sẵn sàng thì thông tin này bị sai niên đại. | 9?? (trước năm 943) chồng lên ngôi – (950) – (958) ? | Gorm Già           |
|           | Tove của Obotrites                            | Mstivoj | – | tháng 1 năm 963 | tháng 1 năm 963 – ? | Harald I Răng xanh |
|           | Gyrid Olafsdottir của Thụy Điển (huyền thoại) | Olof (II) Björnsson Ingeborg Thrandsdotter | – | 98? | 98? – 985/6 chồng qua đời | Harald I Răng xanh |
|           | Gunhilda xứ Wenden (huyền thoại)              | Burislav xứ Wendland | có thể giống Sigrid và hoặc con gái của Mieszko I | có thể giống Sigrid và hoặc con gái của Mieszko I | có thể giống Sigrid và hoặc con gái của Mieszko I | Svend I Tveskæg    |
|           | Sigrid Storråda (huyền thoại)                 | Skoglar Toste | Den Store Danske Encyklopædi xác định phối ngẫu của Svend I là Gunhilda, và coi Sigrid Kiều kỳ ở trong sử ca là dựa trên bà, nhưng chủ yếu là một tác phẩm "hoàn toàn hư cấu". Nguồn: Den Store Danske Encyklopædi, ấn bản CD-ROM, các mục Gunhild và Sigrid Storråde.                                                                                                  | Den Store Danske Encyklopædi xác định phối ngẫu của Svend I là Gunhilda, và coi Sigrid Kiều kỳ ở trong sử ca là dựa trên bà, nhưng chủ yếu là một tác phẩm "hoàn toàn hư cấu". Nguồn: Den Store Danske Encyklopædi, ấn bản CD-ROM, các mục Gunhild và Sigrid Storråde.                                                                                                  | Den Store Danske Encyklopædi xác định phối ngẫu của Svend I là Gunhilda, và coi Sigrid Kiều kỳ ở trong sử ca là dựa trên bà, nhưng chủ yếu là một tác phẩm "hoàn toàn hư cấu". Nguồn: Den Store Danske Encyklopædi, ấn bản CD-ROM, các mục Gunhild và Sigrid Storråde. | Svend I Tveskæg    |
|           | không xác định                                | Mieszko I của Ba Lan | có thể giống với một hoặc cả hai người ở trên | có thể giống với một hoặc cả hai người ở trên | có thể giống với một hoặc cả hai người ở trên | Svend I Tveskæg    |
|           | Emma xứ Normandie                             | Richard I, Công tước xứ Normandie Gunnora | k. 984 – 6 tháng 3 năm 1052 | tháng 7 năm 1017 | tháng 7 năm 1017 – 12 tháng 11 năm 1035 chồng qua đời | Knud II            |

## Nhà Estridsen
| Chân dung                     | Hôn phối                                      | Cha - Mẹ                                                                | Sinh - Mất                                                | Kết hôn                                          | Tại vị | Quân chủ            |
| ----------------------------- | --------------------------------------------- | ----------------------------------------------------------------------- | --------------------------------------------------------- | ------------------------------------------------ | --- | ------------------- |
|                               | Gyda Anundsdotter của Thụy Điển               | Anund Jakob của Thụy Điển Gunnhildr Sveinsdóttir                        | ? – 1048/49                                               | 1047/48                                          | 1047 – 1048/49 | Svend II Estridsen  |
|                               | Gunnhildr Sveinsdóttir                        | Sveinn Hákonarson Holmfrid của Thụy Điển                                | ? – k. 1060                                               | 1050                                             | 1050 – 1051/52 hôn nhân bị hủy bỏ | Svend II Estridsen  |
|                               | Margareta Hasbjörnsdatter                     | jarl Asbjörn Ulfsen                                                     | trước 1076 – sau 1080                                     | 1076                                             | 1076 – 17 tháng 4 năm 1080 chồng qua đời | Harald III          |
|                               | Adela xứ Vlaanderen                           | Robrecht I, Bá tước xứ Vlaanderen Gertrud xứ Sachsen                    | 1064 – tháng 4 năm 1115                                   | 17 tháng 4 năm 1080                              | 17 tháng 4 năm 1080 – 10 tháng 7 năm 1086 chồng bị sát hại                                                                                           | Knud IV             |
|                               | Ingegerd Haraldsdotter của Na Uy              | Harald III của Na Uy Elisiv xứ Kiev                                     | 1046 – 1120                                               | 1070                                             | 10 tháng 7 năm 1086 chồng lên ngôi – 18 tháng 8 năm 1095 chồng qua đời                                                                               | Oluf I              |
|                               | Boedil Thurgotsdatter                         | Bá tước Thrugot Fagerskind Thorgunna                                    | 1056 – cuối năm 1103                                      | trước năm 1086                                   | 18 tháng 8 năm 1095 chồng lên ngôi – 10 tháng 7 năm 1103 chồng qua đời                                                                               | Erik I              |
|                               | Margareta Fredkulla Ingesdotter của Thụy Điển | Inge I của Thụy Điển Helena                                             | thập niên 1080 – 4 tháng 11 năm 1130                      | 1105                                             | 1105 – 4 tháng 11 năm 1130 | Niels I             |
|                               | Ulvhild Håkansdotter                          | Haakon Finnsson                                                         | 1095 – 1148                                               | 1130                                             | 1130 – 25 tháng 6 năm 1134 chồng bị sát hại | Niels I             |
|                               | Malmfrida Mstislavna xứ Kiev                  | Mstislav I, Đại thân vương xứ Kiev Christina Ingesdotter của Thụy Điển  | 1105 – sau năm 1137                                       | 1131                                             | 4 tháng 6 năm 1134 chồng lên ngôi – 18 tháng 7 năm 1137 chồng bị sát hại                                                                             | Erik II             |
|                               | Luitgard xứ Salzwedel                         | Rudolf, Phiên địa Bá tước xứ Salzwedel Richgard, Nữ Bá tước xứ Sponheim | 1110 – 29/30 tháng 1 năm 1152                             | 1144                                             | 1144 – 8 tháng 8 năm 1146 chồng thoái vị | Erik III            |
|                               | Adela xứ Meissen                              | Konrad, Phiên địa Bá tước xứ Meissen Luitgard xứ Ravenstein             | ? – 23 tháng 10 năm 1181                                  | 1152                                             | 1152 – 23 tháng 10 năm 1157 chồng bị sát hại | Svend III           |
|                               | Helena Sverkersdotter của Thụy Điển           | Sverker I của Thụy Điển Ulvhild Håkansdotter                            | thập niên 1130 – sau năm 1157                             | 1156                                             | 1156 – 9 tháng 8 năm 1157 chồng bị sát hại | Knud V              |
|                               | Sofia xứ Minsk                                | Thân vương Volodar xứ Minsk Ryksa của Ba Lan, Vương hậu Thụy Điển       | 1138/41 – 5 tháng 5 năm 1198                              | 1157                                             | 1157 – 12 tháng 5 năm 1182 chồng qua đời | Valdemar I          |
|                               | Gertrud xứ Bayern và Sachsen                  | Heinrich Sư tử Clementia xứ Zähringen                                   | 1152/55 – 1 tháng 6 năm 1197                              | tháng 2 năm 1177                                 | 12 tháng 5 năm 1182 chồng lên ngôi – 1 tháng 6 năm 1197                                                                                              | Knud VI             |
|                               | Dagmar của Bohemia                            | Otakar I của Bohemia Adelheid xứ Meissen                                | 1186 – 24 tháng 5 năm 1212/13                             | 1205                                             | 1205 – 24 tháng 5 năm 1212/13 | Valdemar II         |
|                               | Berengária của Bồ Đào Nha                     | Sancho I của Bồ Đào Nha Dulcía của Aragón                               | 14/1194 tháng 12 năm 1194 – 27 tháng 3/1 tháng 4 năm 1221 | 18/24 tháng 5 năm 1214                           | 18/24 tháng 5 năm 1214 – 27 tháng 3/1 tháng 4 năm 1221                                                                                               | Valdemar II         |
|                               | Leonor của Bồ Đào Nha                         | Afonso II của Bồ Đào Nha Urraca của Castilla                            | 1211 – 13 tháng 5 năm 1231                                | 24 tháng 6 năm 1229 với tư cách là Vương hậu trẻ | 24 tháng 6 năm 1229 với tư cách là Vương hậu trẻ – 13 tháng 5 năm 1231                                                                               | Valdemar Con        |
|                               | Jutta xứ Sachsen                              | Albrecht I, Công tước xứ Sachsen Agnes của Áo                           | 1223 – trước 2 tháng 2 năm 1267                           | 17 tháng 11 năm 1239                             | 17 tháng 11 năm 1239 với tư cách là Vương hậu trẻ 28 tháng 3 năm 1241 chồng lên ngôi với tư cách là Vua duy nhất – 10 tháng 8 năm 1250 chồng qua đời | Erik IV             |
|                               | Mechthild xứ Holstein                         | Adolf IV, Bá tước xứ Holstein Heilwig xứ Lippe                          | 1220/25 – 1288                                            | 25 tháng 4 năm 1237                              | 1 tháng 11 năm 1250 chồng lên ngôi – 29 tháng 6 năm 1252 chồng qua đời                                                                               | Abel                |
|                               | Margarete Sambiria                            | Sambor II xứ Pomerania Mechthild xứ Mecklenburg                         | 1230 – 1 tháng 12 năm 1282                                | 1248                                             | 25 tháng 12 năm 1252 chồng lên ngôi – 29 tháng 5 năm 1259 chồng qua đời                                                                              | Christoffer I       |
|                               | Agnes xứ Brandenburg                          | Johann I, Phiên địa Bá tước xứ Brandenburg Brigitte xứ Sachsen          | 1257 – 29 tháng 9 năm 1304                                | 11 tháng 11 năm 1273                             | 11 tháng 11 năm 1273 – 22 tháng 11 năm 1286 chồng bị sát hại                                                                                         | Erik V              |
|                               | Ingeborg Magnusdotter của Thụy Điển           | Magnus Ladulås Helvig xứ Holstein                                       | 1277 – 5 tháng 4/15 tháng 8 năm 1319                      | tháng 6 năm 1296                                 | tháng 6 năm 1296 – 5 tháng 4/15 tháng 8 năm 1319 | Erik VI             |
|                               | Euphemia xứ Pommern                           | Bogislaw IV, Công tước xứ Pommern Margarethe xứ Rügen                   | 1285 – 26 tháng 7 năm 1330                                | 1300                                             | 25 tháng 1 năm 1320 chồng lên ngôi – 26 tháng 7 năm 1330                                                                                             | Christoffer II      |
|                               | Elisabeth xứ Holstein-Rendsburg               | Heinrich I, Bá tước xứ Holstein-Rendsburg Heilwig xứ Bronkhorst         | 1300 – trước năm 1340                                     | 1330 với tư cách là Vương hậu trẻ                | 1330 với tư cách là Vương hậu trẻ – 1331 ly hôn | Erik Christoffersen |
| Ngôi vua bỏ trống (1332–1340) |                                               |                                                                         |                                                           |                                                  | |                     |
|                               | Helvig xứ Schleswig                           | Erich II, Công tước xứ Schleswig Adelheid xứ Holstein-Rendsburg         | ? – k. 1374                                               | trước 4 tháng 6 năm 1340                         | trước 4 tháng 6 năm 1340 – 1355 vào tu viện 1374 qua đời                                                                                             | Valdemar IV         |

## Nhà Pomerania
| Chân dung | Huy hiệu | Hôn phối         | Cha - Mẹ                       | Sinh - Mất                              | Kết hôn              | Tại vị                                    | Quân chủ |
| --------- | -------- | ---------------- | ------------------------------ | --------------------------------------- | -------------------- | ----------------------------------------- | -------- |
|           |          | Philippa của Anh | Henry IV của Anh Mary xứ Bohun | 4 tháng 6 năm 1394 – 7 tháng 1 năm 1430 | 26 tháng 10 năm 1406 | 26 tháng 10 năm 1406 – 7 tháng 1 năm 1430 | Erik VII |

## Nhà Pfalz-Neumarkt
| Chân dung | Huy hiệu | Hôn phối                | Cha - Mẹ                                                                        | Sinh - Mất                     | Kết hôn             | Tại vị                                                 | Quân chủ        |
| --------- | -------- | ----------------------- | ------------------------------------------------------------------------------- | ------------------------------ | ------------------- | ------------------------------------------------------ | --------------- |
|           |          | Dorothea xứ Brandenburg | Johann, Phiên địa Bá tước xứ Brandenburg-Kulmbach Barbara xứ Sachsen-Wittenberg | 1430/31 – 10 tháng 11 năm 1495 | 12 tháng 9 năm 1445 | 12 tháng 9 năm 1445 – 6 tháng 1 năm 1448 chồng qua đời | Christoffer III |

## Nhà Oldenburg
| Chân dung                                                    | Huy hiệu | Hôn phối                                                      | Cha - Mẹ | Sinh - Mất                                    | Kết hôn              | Tại vị                                                                   | Quân chủ       |
| ------------------------------------------------------------ | -------- | ------------------------------------------------------------- | --- | --------------------------------------------- | -------------------- | ------------------------------------------------------------------------ | -------------- |
|                                                              |          | Dorothea xứ Brandenburg                                       | Johann, Phiên địa Bá tước xứ Brandenburg-Kulmbach Barbara xứ Sachsen-Wittenberg                              | 1430/31 – 10 tháng 11 năm 1495                | 28 tháng 10 năm 1449 | 28 tháng 10 năm 1449 – 21 tháng 5 năm 1481 chồng qua đời                 | Christian I    |
|                                                              |          | Christina xứ Sachsen                                          | Ernst, Tuyển hầu xứ Sachsen Elisabeth xứ Bayern                                                              | 25 tháng 12 năm 1461 – tháng 12 năm 1521      | 6 tháng 9 năm 1478   | 21 tháng 5 năm 1481 chồng lên ngôi – 20 tháng 2 năm 1513 chồng qua đời   | Hans           |
|                                                              |          | Isabel của Áo và Castilla                                     | Felipe I của Castilla Juana I của Castilla                                                                   | 18 tháng 7 năm 1501 – 19 tháng 1 năm 1526     | 12 tháng 8 năm 1515  | 12 tháng 8 năm 1515 – 13 tháng 4 năm 1523 cặp đôi hoàng gia rời Đan Mạch | Christian II   |
|                                                              |          | Sophia xứ Pommern                                             | Bogislaw X, Công tước xứ Pommern-Wolgast Anna Jagiellonka, Công tước phu nhân xứ Pomerania                   | 1498 – 13 tháng 5 năm 1568                    | 9 tháng 10 năm 1518  | 13 tháng 4 năm 1523 chồng lên ngôi – 10 tháng 4 năm 1533 chồng qua đời   | Frederik I     |
| Ngôi vua bỏ trống (10 tháng 4 năm 1533 – 5 tháng 7 năm 1534) |          |                                                               | |                                               |                      |                                                                          |                |
|                                                              |          | Dorothea xứ Sachsen-Lauenburg                                 | Magnus I, Công tước xứ Sachsen-Lauenburg Katharina xứ Braunschweig-Wolfenbüttel                              | 9 tháng 7 năm 1511 – 7 tháng 10 năm 1571      | 29 tháng 10 năm 1525 | 4 tháng 7 năm 1534 chồng lên ngôi – 1 tháng 1 năm 1559 chồng qua đời     | Christian III  |
|                                                              |          | Sophie xứ Mecklenburg-Güstrow                                 | Ulrich III, Công tước xứ Mecklenburg Elisabeth của Đan Mạch                                                  | 4 tháng 9 năm 1557 – 14 tháng 10 năm 1631     | 20 tháng 7 năm 1572  | 20 tháng 7 năm 1572 – 4 tháng 4 năm 1588 chồng qua đời                   | Frederik II    |
|                                                              |          | Anna Katharina xứ Brandenburg                                 | Joachim III Friedrich, Tuyển hầu xứ Brandenburg Katharina xứ Brandenburg-Küstrin                             | 26 tháng 6 năm 1575 – tháng 4 năm 1612        | 27 tháng 11 năm 1597 | 27 tháng 11 năm 1597 – 8 tháng 4 năm 1612                                | Christian IV   |
|                                                              |          | Sophie Amalie xứ Braunschweig-Calenberg                       | Georg, Công tước xứ Braunschweig-Lüneburg Anna Eleonore xứ Hessen-Darmstadt                                  | 24 tháng 3 năm 1628 – 20 tháng 2 năm 1685     | 1 tháng 10 năm 1643  | 28 tháng 2 năm 1648 chồng lên ngôi – 9 tháng 2 năm 1670 chồng qua đời    | Frederik III   |
|                                                              |          | Charlotte Amalie xứ Hessen-Kassel                             | Wilhelm VI, Phong địa Bá tước xứ Hessen-Kassel Hedwig Sophie xứ Brandenburg                                  | 27 tháng 4 năm 1650 – 27 tháng 3 năm 1714     | 25 tháng 6 năm 1667  | 9 tháng 2 năm 1670 chồng lên ngôi – 25 tháng 8 năm 1699 chồng qua đời    | Christian V    |
|                                                              |          | Louise xứ Mecklenburg-Güstrow                                 | Gustav Adolf, Công tước xứ Mecklenburg-Güstrow Magdalena Sibylla xứ Schleswig-Holstein-Gottorp               | 28 tháng 8 năm 1667 – 15 tháng 3 năm 1721     | 5 tháng 12 năm 1695  | 25 tháng 8 năm 1699 chồng lên ngôi – 15 tháng 3 năm 1721                 | Frederik IV    |
|                                                              |          | Anna Sophie Reventlow                                         | Conrad, Bá tước Reventlow Sophie Amalie von Hahn                                                             | 16 tháng 4 năm 1693 – 7 tháng 1 năm 1743      | 4 tháng 4 năm 1721   | 4 tháng 4 năm 1721 – 12 tháng 10 năm 1730 chồng qua đời                  | Frederik IV    |
|                                                              |          | Sophie Magdalene xứ Brandenburg-Kulmbach                      | Christian Heinrich, Phiên địa Bá tước xứ Brandenburg-Bayreuth-Kulmbach Sophie Christiane xứ Wolfstein        | 28 tháng 11 năm 1700 – 27 tháng 5 năm 1770    | 7 tháng 8 năm 1721   | 12 tháng 10 năm 1730 chồng lên ngôi – 6 tháng 8 năm 1746 chồng qua đời   | Christian VI   |
|                                                              |          | Louisa của Đại Anh                                            | George II của Đại Anh Caroline xứ Ansbach                                                                    | 7 tháng 12 năm 1724 – 19 tháng 12 năm 1751    | 11 tháng 12 năm 1743 | 6 tháng 8 năm 1746 chồng lên ngôi – 19 tháng 12 năm 1751                 | Frederik V     |
|                                                              |          | Juliane Marie xứ Braunschweig-Wolfenbüttel                    | Ferdinand Albrecht II, Công tước xứ Braunschweig-Wolfenbüttel Antoinette Amalie xứ Braunschweig-Wolfenbüttel | 4 tháng 9 năm 1729 – 10 tháng 10 năm 1796     | 8 tháng 7 năm 1752   | 8 tháng 7 năm 1752 – 13 tháng 1 năm 1766 chồng qua đời                   | Frederik V     |
|                                                              |          | Caroline Matilda của Đại Anh                                  | Frederick, Thân vương xứ Wales Augusta xứ Sachsen-Gotha-Altenburg                                            | 11 tháng 7 năm 1751 – 10 tháng 5 năm 1775     | 8 tháng 11 năm 1766  | 8 tháng 11 năm 1766 – tháng 4 năm 1772 ly hôn                            | Christian VII  |
|                                                              |          | Marie Sophie xứ Hessen-Kassel                                 | Karl xứ Hessen-Kassel Louise của Đan Mạch                                                                    | 28 tháng 10 năm 1767 – 21/22 tháng 3 năm 1852 | 31 tháng 7 năm 1790  | 13 tháng 3 năm 1808 chồng lên ngôi – 3 tháng 12 năm 1839 chồng qua đời   | Frederik VI    |
|                                                              |          | Caroline Amalie xứ Schleswig-Holstein-Sonderburg-Augustenburg | Friedrich Christian II, Công tước xứ Schleswig-Holstein-Sonderburg-Augustenburg Louise Augusta của Đan Mạch  | 28 tháng 6 năm 1796 – 9 tháng 3 năm 1881      | 22 tháng 5 năm 1815  | 3 tháng 12 năm 1839 chồng lên ngôi – 20 tháng 1 năm 1848 chồng qua đời   | Christian VIII |

## Nhà Schleswig-Holstein-Sonderburg-Glücksburg
| Chân dung | Huy hiệu    | Hôn phối                      | Cha - Mẹ                                                                                  | Sinh - Mất                                  | Kết hôn             | Tại vị                                                                 | Quân chủ      |
| --------- | ----------- | ----------------------------- | ----------------------------------------------------------------------------------------- | ------------------------------------------- | ------------------- | ---------------------------------------------------------------------- | ------------- |
|           |             | Louise của Hessen-Kassel      | Wilhelm xứ Hessen-Kassel Charlotte của Đan Mạch                                           | 7 tháng 9 năm 1817 – 29 tháng 9 năm 1898    | 26 tháng 5 năm 1842 | 15 tháng 11 năm 1863 chồng lên ngôi – 29 tháng 9 năm 1898              | Christian IX  |
|           | không khung | Lovisa của Thụy Điển và Na Uy | Karl XV của Thụy Điển Louise của Hà Lan                                                   | 31 tháng 10 năm 1851 – 20 tháng 3 năm 1926  | 28 tháng 7 năm 1869 | 29 tháng 1 năm 1906 chồng lên ngôi – 14 tháng 5 năm 1912 chồng qua đời | Frederik VIII |
|           | không khung | Alexandrine xứ Mecklenburg    | Friedrich Franz III, Đại công tước xứ Mecklenburg-Schwerin Anastasiya Mikhaylovna của Nga | 24 tháng 12 năm 1879 – 28 tháng 12 năm 1952 | 26 tháng 4 năm 1898 | 14 tháng 5 năm 1912 chồng lên ngôi – 20 tháng 4 năm 1947 chồng qua đời | Christian X   |
|           | không khung | Ingrid của Thụy Điển          | Gustaf VI Adolf của Thụy Điển Margaret xứ Connaught                                       | 28 tháng 3 năm 1910 – 7 tháng 11 năm 2000   | 24 tháng 5 năm 1935 | 20 tháng 4 năm 1947 chồng lên ngôi – 14 tháng 1 năm 1972 chồng qua đời | Frederik IX   |
|           |             | Henri de Laborde de Monpezat  | André de Laborde de Monpezat Renée Yvonne Doursenot                                       | 11 tháng 6 năm 1934 – tháng 2 năm 2018      | 10 tháng 6 năm 1967 | 14 tháng 1 năm 1972 vợ lên ngôi – 13 tháng 2 năm 2018                  | Margrethe II  |
|           | không khung | Mary Elizabeth Donaldson      | John Dalgleish Donaldson Henrietta Clark Horne                                            | 5 tháng 2 năm 1972 (53 năm, 74 ngày)        | 14 tháng 5 năm 2004 | 14 tháng 1 năm 2024 chồng lên ngôi – hiện tại                          | Frederik X    |